# 통조화속
통조화속(通條花屬, 학명: Stachyurus 스타키우루스[*])은 크로소소마목의 단형 과인 통조화과(通條花科, 학명: Stachyuraceae 스타키우라케아이[*])에 속하는 유일한 속이다. 동아시아와 동남아시아가 원산지인 관목과 작은 나무로 이루어져 있다. 이 식물들은 가장자리가 톱니 모양인 잎과 총상(總狀) 꽃차례를 지닌 꽃을 지니고 있다. 8종을 포함하고 있다.

## 하위 분류
- 중국통조화(S.chinensis Franch.)
- 통조화(S.praecox Siebold & Zucc.)
- 히말라야통조화(S.himalaicus Hook.f. & Thomson ex Benth.)
- S.coaetaneus Chatterjee
- S.cordatulus Merr.
- S.macrocarpus Koidz.
- S.oblongifolius F.T.Wang & T.Tang
- S.obovatus (Rehder) Hand.-Mazz.
- S.retusus Y.C.Yang
- S.salicifolius Franch.
  - S. s. subsp. lancifolius (C.Y.Wu) Y.C.Tang & Y.L.Cao
- S.szechuanensis W.P.Fang
- S.yunnanensis Franch.